# Tristán de Luna y Arellano
Tristán de Luna y Arellano (Borobia (Soria), c. 1510 -Ciudad de México, Virreinato de Nueva España, 16 de septiembre de 1573), también conocido como Tristán de Arellano, fue un militar, explorador y conquistador español de la familia de Luna. 
Durante su expedición de 1559 a La Florida fundó Santa María de Ochusa (actual bahía de Pensacola), uno de los primeros intentos de establecer una población española permanente en los actuales EE. UU. que precedió a la fundación de San Agustín (1565).

## Biografía
Descendiente de una familia castellana establecida en las localidades de Ciria y Borobia, y primo de Antonio de Mendoza, primer virrey de la Nueva España, y de Juana Ramírez de Arellano y Zúñiga, esposa de Hernán Cortés. En 1530 se trasladó a Nueva España acompañando a Cortés, quien regresaba a Nueva España tras obtener respaldo para explorar las costas del mar del Sur (Pacífico). En 1545 contrajo matrimonio con Isabel de Rojas, hija de Bartolomé Díez de Aux y de otra Isabel de Rojas, y a su vez viuda de Juan Velázquez y Francisco Maldonado, siendo heredera de sus fortunas y con la que tendría dos hijos:
- Carlos de Luna y Arellano fue capitán general y gobernador de Yucatán, casado con María Colón de la Cueva.
- Juana que casó con Mateo de Mauleón y Navarra, sin descendencia. Juntos fundaron el Convento de San Diego de México, hoy día la Pinacoteca Virreinal.[3]

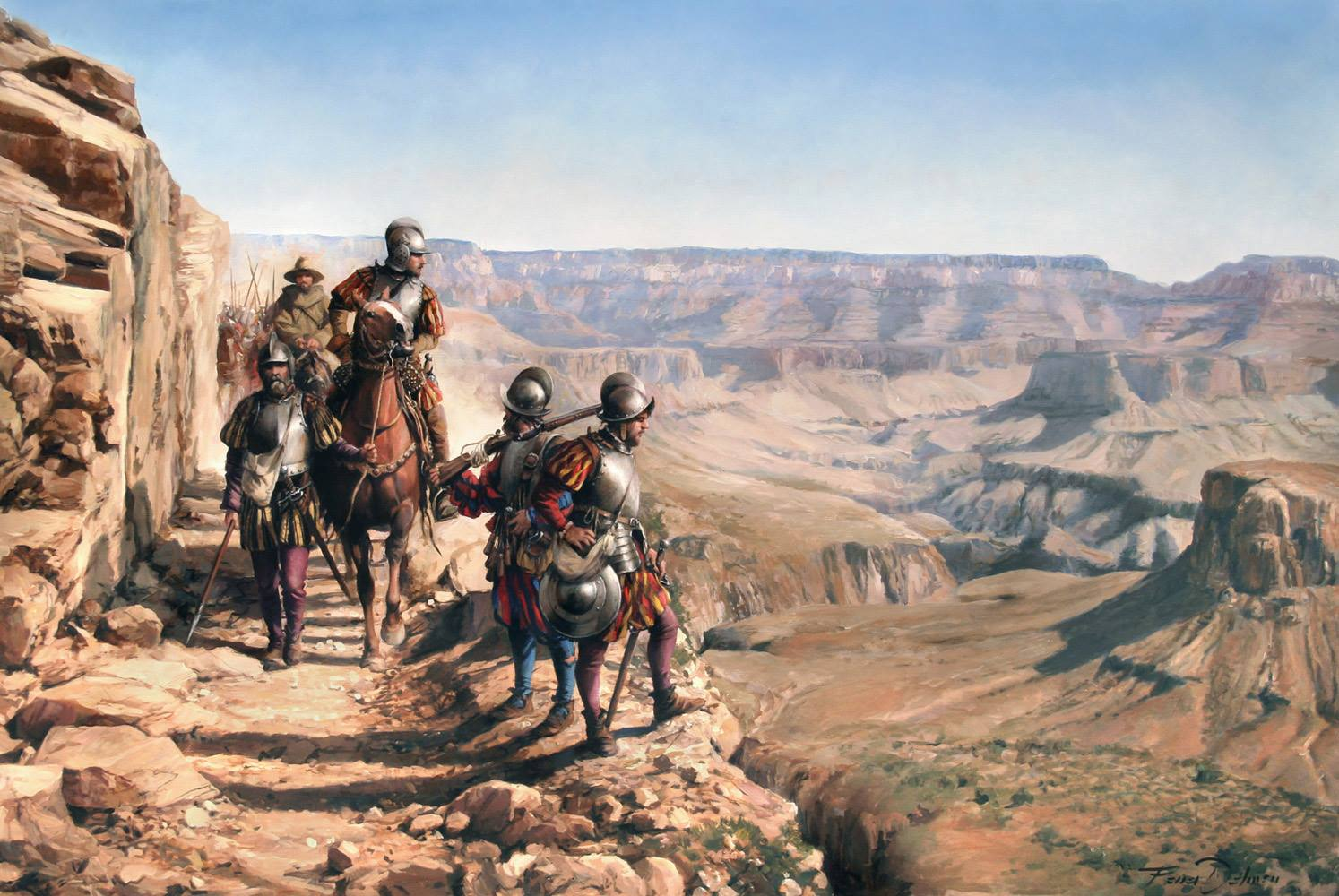
Conquista del Colorado. Autor: Ferrer Dalmau

### Expedición de Francisco Vázquez de Coronado (1540-1542)
Participó en la célebre expedición de Francisco Vázquez de Coronado que, partiendo de Compostela (Nayarit, México) emprendió rumbo norte hacia los territorios inexplorados del virreinato de Nueva España en busca de las míticas Cíbola y Quivira y las siete ciudades de oro, sin éxito. Al inicio del viaje tenía el grado de capitán de caballería (maestre de campo) y al final de la expedición fue ascendido a teniente general. La bien planificada expedición contaba con un contingente de indios a pie con el ganado y suministros de respaldo a la avanzadilla a caballo, de la que Tristán de Luna fue el segundo al mando. Tomó la región zuñi en julio de 1540 y marchó a Tiguex (Nuevo México), en donde levantaron campamento en espera del resto de la expedición. Durante treinta y siete días exploraron la región hasta que Vázquez de Coronado decidió regresar para reunirse con el resto de la expedición. Los dos grupos se encontraron y pasaron el invierno en Tiguex, cerca de la ciudad de Santa Fe (actual Nuevo México, EE. UU.), a orillas del río Grande (río Bravo).
En 1548, fue enviado a Oaxaca (México) para sofocar una revuelta indígena. Al fallecer Cortés y encontrarse su hijo en España, fue nombrado gobernador de los estados del marqués del Valle de Oaxaca. 

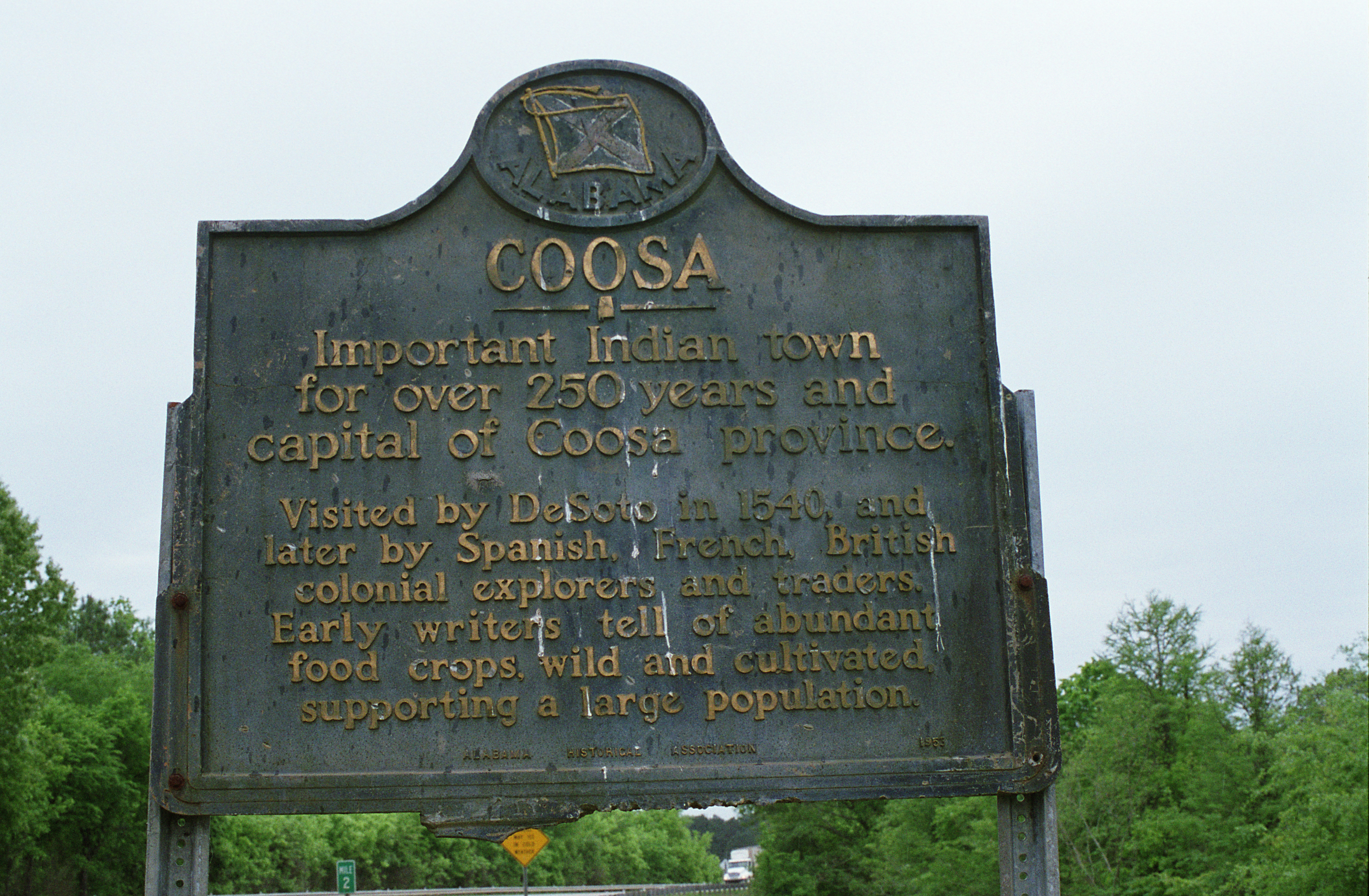
Marcador histórico de Coosa en Childersburg, Alabama.

### Expedición del río Alabama - Santa María de Ochusa (1559-1561)

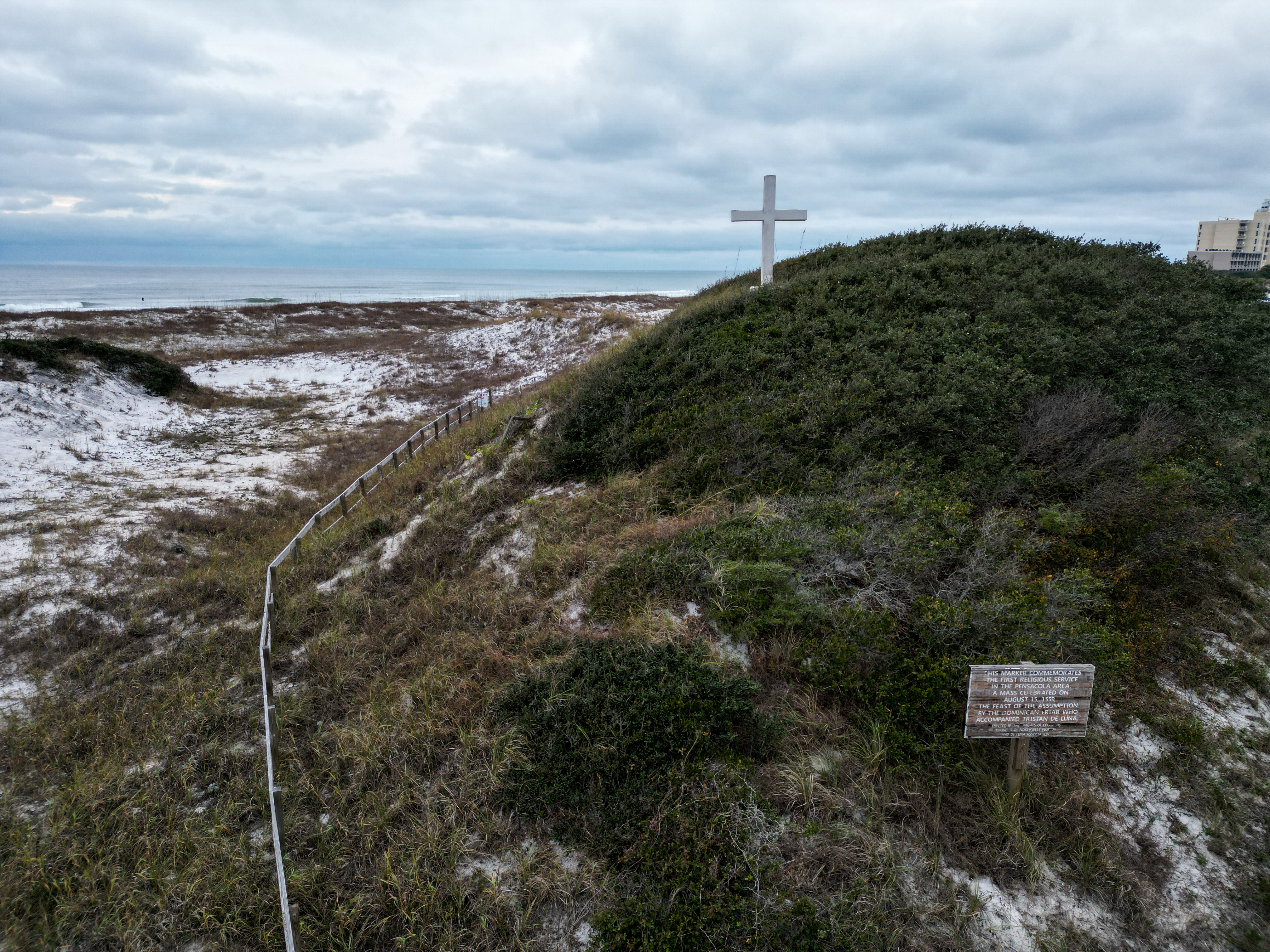
Cruz que señala la primera misa católica en EE. UU. durante la expedición de Tristán de Luna y Arellano en Pensacola.

Tras las primeras exploraciones del territorio y costas de La Florida (actuales Alabama, Florida y limítrofes) de Diego Miruelo, Álvarez de Pineda, Vázquez de Ayllón, Pánfilo de Narváez o Hernando de Soto, en 1557 el virrey Luis de Velasco le encargó una expedición para establecer el control efectivo del área de La Florida entre el golfo de México y Santa Elena (actual Carolina del Sur, EE. UU.). Esta expedición, truncada por el azote de un huracán, debía fundar Santa María de Ochusa en la costa, otra población en Coosa río arriba (actual Georgia) y Santa Elena en la costa atlántica.
Santa María de Ochusa o Santa María de Filipina fue fundada en 15 de agosto de 1559 en la bahía de Ochusa (actual bahía de Pensacola, EE. UU.), y contó con 1.500 efectivos entre militares y civiles. En septiembre de 1559 un ciclón arrasó el asentamiento, por lo que la expedición se dirigió al norte a lo largo del río Alabama para establecerse en Santa Cruz de Nanipacana, una población indígena. A la espera de auxilio desde el puerto de Veracruz (actual México), la avanzadilla de la expedición llegó a la región indígena de Coosa (río Coosawattee), pero no prosiguió hasta la costa atlántica para fundar Santa Elena. Finalmente, ante las quejas recibidas en México por los capitanes y frailes franciscanos sobre los insuficientes medios de la expedición, en 1561 el virrey destituyó a de Luna, quien había empleado su fortuna personal en la expedición, mandando a Ángel de Villafañe para evacuar la expedición con destino a La Habana y a la fundación de Santa Elena. La zona de Pensacola no fue objeto de establecimientos permanentes españoles hasta la fundación del presidio de Santa María de Galve (1698).

### Últimos años
Regresó a España para intentar, sin éxito, ser resarcido por la inversión en la expedición. Volvió a México y, arruinado e inválido tras la expedición a la Florida, fue acogido por Luis de Castilla Osorio y murió en Ciudad de México en 1573.